# Колкино (Вологодская область)
Колкино — деревня в Вологодском районе Вологодской области.
Входит в состав Лесковского сельского поселения, с точки зрения административно-территориального деления — в Лесковский сельсовет.
Расстояние по автодороге до районного центра Вологды — 24 км, до центра муниципального образования Лесково — 9 км. Ближайшие населённые пункты — Шоломово, Новое, Тимофеевское, Есиково, Еремеево.
По переписи 2002 года население — 2 человека.